# 朝鮮大學 (韓國)
朝鮮大學（韓語：조선대학교）位於大韓民國光州廣域市東區，是韓國最早成立的私立大學之一。大學成立於1946年。1980年的光州民主運動的發祥地就是在該校校園。
2010年，朝鮮大學在QS世界大学排名亚洲排第191。

## 著名校友
- 鄭善燁：韓國軍人，電氣工程系，就讀大二時應徵入伍擔任國防部憲兵中士，雙十二政變期間，他與另一名士兵一同在陸軍總部和國防部的地下掩體入口處執行守衛任務。當天大約2點10分，他抵抗了正在執行占領國防部任務的第1空降特戰旅叛軍，隨後被槍殺。韓國電影首爾之春陸軍本部及地堡皆在此地取景，由演員金範秀飾演以其為原型的陸軍本部憲兵趙民範。2024年1月由校方補發榮譽學位給鄭善燁。
- 洪真英：韓國歌手，商學學士
- 張紫妍：韓國演員，新聞與廣播研究生院休學（肄業）

## 外部連結
- 朝鮮大學官方網站 （页面存档备份，存于）（英文）
- 朝鮮大學互聯網放送局